# Lenophyllum obtusum
Lenophyllum obtusum är en fetbladsväxtart som beskrevs av R.V. Moran. Lenophyllum obtusum ingår i släktet Lenophyllum och familjen fetbladsväxter. Inga underarter finns listade i Catalogue of Life.